# Turvo (Paraná)
Turvo est une municipalité brésilienne située dans l'État du Paraná.